# David H. Hubel
David Hunter Hubel (rođen 27. veljače, 1926.) američki je neurofiziolog rođen u Kanadi, koji je 1981.g. podijelio s Torstenom Wieselom Nobelovu nagradu za fiziologiju ili medicinu za njihova otkrića vezana uz obradu informacija u vidnom sustavu. 
Uz ovu dvojica znanstvenika, te godine je Nobelovu nagradu za fizioogiju ili medicinu osvojio i Roger W. Sperry.

## Vanjske poveznice
- Nobelova nagrada - autobiografija (engl.)